# Csemadok
A Csemadok a felvidéki magyarság legnagyobb taglétszámú kulturális szervezete.

## Története
Pozsonyban, 1949. március 5-én alapították Csehszlovákiai Magyar Dolgozók Kultúregyesülete néven, innen ered a Csemadok mozaikszó. A szervezet gondozásában kiadott hetilapot Fáklya néven 1951-ben alapították. A hetilap 1957 és 1995 között A Hét címmel jelent meg. Hivatásos néptáncegyüttese, a Népes 1953 és 1955 között tevékenykedett. Az 1950-es évek közepétől kezdődően hagyományt teremtve számos országos kulturális rendezvény alapjait rakták le, amelyek közül a Zselízi Országos Népművészeti Fesztivál és a Gombaszögi Országos Kulturális Ünnepély több tízezer fős látogatottsággal rendelkezett.
A szervezet elnevezését 1968-ban módosították először, kulturális tevékenységét ezt követően Csehszlovákiai Magyar Dolgozók Kulturális Szövetsége név alatt folytatta. Nevét 1990-ben Csehszlovákiai Magyarok Demokratikus Szövetségére változtatták. Csehszlovákia szétesése után elnevezését 1993-ban ismét módosították, ekkor vette fel a Szlovákiai Magyar Társadalmi és Közművelődési Szövetség nevet.

## Jelene
A Csemadok országos szervezetét 2009-ben 17 területi választmány, 420 alapszervezet és megközelítőleg 50 000 fős taglétszám alkotta. Számos kulturális rendezvény szervezője.